# Dalabanen
Dalabanan er en jernbanestrækning i Sverige, der går fra Uppsala i Uppland til Mora i Dalarna via blandt andet Sala og Borlänge. Den 265 km lange jernbanestrækning åbnede i 1881 (Uppsala–Borlänge) og 1914 (Borlänge–Mora).